# Full Gear 2020
Full Gear (2020) was een professioneel worstel-pay-per-view (PPV) evenement dat georganiseerd werd door All Elite Wrestling (AEW). Het was de tweede editie van Full Gear en vond plaats op 7 november 2020. Terwijl het grootste deel van het evenement live werd uitgezonden vanuit Daily's Place in Jacksonville, Florida, was de Elite Deletion match een week vooraf opgenomen in Matt Hardy's huis, de Hardy Compound, in Cameron, North Carolina.

## Matches
| Nr. | Match                                                                         | Winnaar(s)           | Opmerkingen | Bron  |
| --- | ----------------------------------------------------------------------------- | -------------------- | --- | ----- |
| 1P  | Serena Deeb (c) vs. Allysin Kay                                               | Serena Deeb          | Een-op-een match voor het NWA World Women's Championship. Deeb won door submission.                                                                      | [ 4 ] |
| 2   | Kenny Omega vs. "Hangman" Adam Page                                           | Kenny Omega          | AEW World Championship Eliminatie Toernooifinale Winnaar kreeg een toekomende AEW World Championship match.                                              | [ 4 ] |
| 3   | Orange Cassidy vs. John Silver                                                | Orange Cassidy       | Een-op-een mach. | [ 4 ] |
| 4   | Darby Allin vs. Cody Rhodes (c) (met Arn Anderson)                            | Darby Allin (nc)     | Een-op-een mach voor het AEW TNT Championship. | [ 4 ] |
| 5   | Hikaru Shida (c) vs. Nyla Rose (met Vickie Guerrero)                          | Hikaru Shida         | Een-op-een mach voor het AEW Women's World Championship.                                                                                                 | [ 4 ] |
| 6   | The Young Bucks (Matt& Nick Jackson) vs. FTR (Cash Wheeler & Dax Harwood) (c) | The Young Bucks (nc) | Tag team match voor het AEW World Tag Team Championship. Als The Young Bucks hadden verloren, mochten ze niemand meer uitdagen voor de kampioenschappen. | [ 4 ] |
| 7   | Matt Hardy vs. Sammy Guevara                                                  | Matt Hardy           | The Elite Deletion match. | [ 4 ] |
| 8   | MJF (met Wardlow) vs. Chris Jericho                                           | MJF                  | Een-op-een match. Sinds MJF won, hij en Wardlow waren toegestaan om bij The Inner Circle deel te nemen.                                                  | [ 4 ] |
| 9   | Jon Moxley (c) vs. Eddie Kingston                                             | Jon Moxley           | "I Quit" match voor het AEW World Championship. | [ 4 ] |